# KSEG
KSEG是一個免費的動態幾何軟體，依GNU通用公共许可证發行。它的設計者是Ilya Baran，提供Unix, Mac OS X（需要另外安裝Qt）, Windows等各種版本。
動態幾何軟體最具代表性的大概是Geometer's Sketchpad (GSP)，KSEG正是受到Geometer's Sketchpad的啟發而設計出來的。和Geometer's Sketchpad最大的不同大概是KSEG是免費的。另外，KSEG的優點還有速度快，容易設計複雜的尺規作圖等等。目前也已經有中文使用者協助軟體及說明中文化。KSEG不及Geometer's Sketchpad的地方是不可能輸出成Java applet（雖然Geometer's Sketchpad也不完備），另外還有沒有辦法做函數的繪圖（Geometer's Sketchpad第四版新增的功能）。

## 外部連結
- KSEG主頁